# 사세동당
사세동당(四世同堂)은 라오서의 장편소설이다.
제1부 <황혹(惶惑)>(1945), 제2부 <투생(偸生)>(1946), 제3부 <기황(飢荒)>(1949-1951)으로 구성되어 있다. 베이핑(北平, 현 베이징)에 사는 4대의 가족이 함께 생활하는(四世同堂) 것을 평생의 이상으로 삼고 있던 치씨(祁氏) 가문이 일본군의 베이징 점령으로 붕괴되어 가는 과정을 주축(主軸)으로 베이핑 시민의 갖가지 고통·저항·타락을 묘사하고 있다. 치씨 집안 외에도 첸모인(錢默吟) 일가, 샤오원(小文) 부부, 관씨(冠氏) 집안 등 샤오양쥐안 후퉁(小羊圈胡同)의 가가호호와 다양한 인물 군상을 묘사하여 중일전쟁 시기 베이핑의 일상을 핍진하게 그려낸 점이 인상적이다. 부분적으로 거친 곳이 있으나 작자의 베이핑에 대한 애정의 깊이와 그것을 더럽히는 자에 대한 분노를 이 작품의 생명으로 볼 수 있다.